# Boris Strugackij
Boris Natanovič Strugackij (rusky Борис Натанович Стругацкий; 15. dubna 1933 Leningrad – 19. listopadu 2012 Petrohrad) byl ruský spisovatel, který se proslavil spolu se svým o osm let starším bratrem Arkadijem řadou sci-fi románů. Po bratrově úmrtí v roce 1991 psal dál pod pseudonymem S. Vitickij.

## Životopis
Narodil se roku 1933, matka byla učitelka ruské literatury, otec expert na umění a redaktor časopisu. Zůstal po celou dobu války s matkou v Leningradě obleženém fašisty. Otec mu zemřel roku 1942 při cestě přes Ladožské jezero. V Leningradě absolvoval maturitní zkoušku a pokračoval ve studiu na fakultě fyziky a mechaniky při Lomonosově státní univerzitě v oboru astronomie. Po promoci nastoupil jako asistent na Pulkovskou hvězdárnu v Leningradě. Zaměřil se na studium vzniku hvězd v naší galaxii. V roce 1960 byl účastníkem expedice na Kavkaz, která měla za úkol vytipovat lokalitu vhodnou z geodetického a klimatického hlediska pro připravovaný velký teleskop.
S bratrem se opět setkal po roce 1955 a brzy poté spolu napsali první sci-fi román Planeta nachových mračen. Společně napsali více než 25 románů a novel a také jednu divadelní hru. Hlavně zpočátku to byly knihy naplněné komunistickou vizí společnosti. Později byl znatelný posun až k surrealistickému zpracování soudobých problémů, za což byli podrobování kritice.V té době používali také pseudonym S. Jaroslavcev, protože měli problémy s vydáváním knih. Některé práce jim vyšly pouze v samizdatu (např. Ošklivá káčátka).
Když Arkadij roku 1991 zemřel, psal Boris dál pod pseudonymem S. Vitickij, protože se spolu již dříve dohodli, že jméno Bratři Strugačtí se nebude dál používat.
Boris Strugackij podlehl kombinaci zápalu plic a rakoviny krve v pondělí 19. listopadu 2012 v rodném Petrohradu, bylo mu 79 let.